# Rafflesiales
Rafflesiales es un orden de plantas de la subclase Rosidae, clase Magnoliopsida.
Es un sinónimo de Malpighiales.
Pocas especies, una familia en península ibérica, con 1 especie, 2 especies importantes.
- Datos: Q1826165